# Матчинский, Марек
Ма́рек Матчи́нский (пол. Marek Matczyński; 1631 — 10 февраля 1697) — военный и политический деятель Речи Посполитой, воевода русский (с 1692), великий подскарбий коронный (с 1689), конюший великий коронный (с 1676), староста грабовецкий.
В молодости Марек Матчинский, скорее всего, был хорунжим в полку короля Яна II Казимира. В августе 1649 года участвовал в Зборовском сражении, затем сражался против казаков, русских и шведов. Во время рокоша Любомирского стал товарищем Яна Собеского, и агитировал за его кандидатуру во время выборов короля в 1674 году.
В 1677 году Марек Матчинский приобрёл землю под Варшавой, которую передал для жительства Яну Собескому (в соответствии с законом Речи Посполитой король не мог приобретать земельных владений); впоследствии на этих землях был возведён Вилянувский дворец. В 1683 году он участвовал в Венской битве, а во время битвы под Парканами организовал охрану Яна Собеского, когда возникла опасность от турок. В 1686 и 1691 годах участвовал в походах в Молдавию.
В 1689—1692 годах Марек Матчинский был великим подскарбием коронным, а после отставки с этого поста стал воеводой русским. С 1693 года у него начало ухудшаться здоровье, по этому во время междуцарствия 1696 года он не сыграл никакой роли.
Марек Матчинский скончался 10 февраля 1697 года в Яворове, и был похоронен в костёле в Варяже, построенный на его пожертвования. Основную часть своего имущества он завещал сыновьям Яна Собеского.